# テオドール・グロットゥス
フライヘア・クリスティアン・ヨハン・ディートリヒ・テオドール・フォン・グロットゥス（Freiherr Christian Johann Dietrich Theodor von Grotthuss、1785年1月20日 - 1822年3月26日）は、バルト・ドイツ人科学者。1806年に電気分解の初めての理論を確立し、1817年に光化学の第一法則を定式化したことで知られている。グロットゥスの電気分解の理論は、いわゆるグロットゥス機構の初めての記載であると見なされている。

## 生涯と研究

プロトンはヒドロニウムイオンと水分子との間の一連の水素結合をわたって移動する。

グロットゥスは1785年に神聖ローマ帝国ザクセン選帝侯領ライプツィヒで生まれた。当時、両親は故郷のリトアニア大公国北部から離れて長期滞在中であった。グロットゥスは自然科学に興味を示し、まずライプツィヒで、後にはパリのエコール・ポリテクニークで学んだ。当時、アントワーヌ＝フランソワ・ド・フルクロア、クロード・ルイ・ベルトレー、ルイ＝ニコラ・ヴォークランなど数名の高名な科学者が当時エコール・ポリテクニークで教鞭を取っていた。
ロシアとフランスとの間の緊張関係が理由で、グロットゥスはイタリアへ向かわざるを得ず、ナポリに1年間滞在した。アレッサンドロ・ボルタによって1800年に初めての電池が発見されたことで、ヨーロッパ中の科学者らは様々な実験で使うための電力源を得られるようになった。水、酸、および塩溶液の電気分解が報告されたが、良い説明に欠けていた。グロットゥスはこの分野に電気分解実験とそれらの解釈の観点から活発に貢献した。イタリア滞在中、1806年に電気分解に関する研究を出版した。電荷が粒子の運動によって運ばれるのではなく結合の切断と再形成によって運ばれるというグロットゥスの着想は、電解質における電荷輸送についての初となる基本的に正しい概念であった。この概念は水における電荷輸送については今でも妥当であり、現在のプロトン跳躍機構は元のグロットゥス機構の修正版である。
続く2年間、グロットゥスはローマやその他いくつかのイタリアの都市、パリで過ごし、ミュンヘンとウィーンを経てロシアへ戻った。1808年からリトアニア北部の母親の不動産で過ごした。ここで、グロットゥスは集めることのできた限られた実験設備を使って電気と光に関する研究を行った。グロットゥスは健康問題が原因の鬱病中の1822年に自殺した。

## 推薦文献
- Stradins, J. (1975). “Theodore von Grotthuss, 1785-1822”. Gesnerus 32 (3–4):  322–8. PMID 1107157.
- Krikštopaitis, Juozas Al.. In the Wake of Volta's Challenge: The Electrolysis Theory of Theodor Grotthuss, 1805.
- Ostwald, Wilhelm (1896). Electrochemistry History and Theory. 1. Leipzig: Verlag von Veit and Company - See pages 296 – 306 and 342 – 344 in volume 1 of the 1980 English translation (Amerind Publishing Company, New Delhi, N. P. Date, translator)
- Ronge, Grete: Grotthuß, Theodor Freiherr von. In: Neue Deutsche Biographie (NDB). Band 7, Duncker & Humblot, Berlin 1966, ISBN 3-428-00188-5, S. 171 f. (電子テキスト版).
- Eugen Lommel (1879). "Grotthuß, Theodor Freiherr von". Allgemeine Deutsche Biographie (ドイツ語). Vol. 9. Leipzig: Duncker & Humblot. p. 767.
- Jaselskis, Bruno, Carl Moore, Alfred von Smolink. "Theodor von Grotthuss (1785 - 1822)-- A Trail Blazer," Bulletin of History of Chemistry, vol. 32 no. 2 (2007), pp. 119 – 128.